# Секісовський рудник
Секісовський рудник – виробничий майданчик на сході Казахстану, на якому провадять видобуток золота.
Секісовське родовище золота відкрили ще в 1833 році, після чого тут провадили поверхневий видобуток до 1847-го, потім з 1932-го по 1935-й, з 1943-го по 1946-й і нарешті, з 1978 по 1982 роки. 
В 2003-му родовище потрапило під контроль компанії з британською реєстрацією Hambledon Mining, яка в подальшому була перейменована у Altyn Plc. Після певної дорозвідки розпочали спорудження рудника, збагачувального комплексу та фабрики з вилучення золота, яка була розрахована на переробку до 850 тисяч тон руди на рік з виплавкою золото-срібного сплаву. Фабрика була готова у 2007-му, а з 2008-го стартував видобуток руди в кар’єрі. З 2011-го також розпочали обмежений видобуток підземним способом. В 2016-му доступні для відкритої розробки поклади були вичерпані і далі головне значення перейшло до шахтних виробіток.
В 2014-му комплекс випустив 31 тисячу унцій золота (0,964 тони) та 35 тисяч унцій срібла. В 2018-му видобули 279 тисяч тон руди, з якої отримали 0,544 тони золота (рівень вилучення 83%) та 0,812 тон срібла.
В другій половині 2010-х збагачувальна фабрика була задіяна у переробці пробної партії руди родовища Терен-Сай, яке знаходиться за 5 км від Секісовського.
В 2022-му компанія, що веде розробку Секісовського родовища, отримала дозвіл на збільшення проектної річної потужності рудника з 0,5 млн тон до 1 млн тон  на рік.